# Torrazza Piemonte
Torrazza Piemonte (en français La Tour ou La Tour-en-Piémont) est une commune italienne de la ville métropolitaine de Turin dans la région Piémont en Italie.

## Transport
La commune est traversée par la ligne de Turin à Milan, la gare de Torrazza-Piemonte est desservie par des trains régionaux (R) Trenitalia.

## Administration
| Période                                  | Période  | Identité          | Étiquette | Qualité |
| ---------------------------------------- | -------- | ----------------- | --------- | ------- |
| 14 juin 2004                             | En cours | Simonetta Gronchi |           |         |
| Les données manquantes sont à compléter. |          |                   |           |         |

### Communes limitrophes
Saluggia, Rondissone, Verolengo